# Ken Lum
Ken Lum (Vancouver, 26 september 1956) is een Canadese beeldhouwer, schilder en fotograaf.

## Leven en werk
Ken Lum groeide op in East Vancouver, eerst in de wijk Strathcona en later in de wijk Kingsway, als kleinzoon van een in 1908 naar Canada geëmigreerde Chinese familie. Hij studeerde biologie aan de Simon Fraser University en volgde tegelijkertijd colleges aan de kunstfaculteit bij onder anderen Jeff Wall. Lum is sindsdiens werkzaam als docent, curator, jurylid, auteur en conceptueel kunstenaar.
Lum werd uitgenodigd voor deelname aan de Biënnale van Venetië van 1995 en 2001, de Biënnale van São Paulo in de Braziliaanse stad São Paulo van 1998 en Documenta 11 van 2002. In 2010 organiseerde de Vancouver Art Gallery in de Offsite expositieruimte in Vancouver een overzichtstentoonstelling van zijn werk.

## Werken (selectie)
- Red Circle (1986), collectie van de Vancouver Art Gallery in Vancouver
- Melly Shum Hates Her Job (1990),[3] Internationale Beelden Collectie in Rotterdam - ter gelegenheid van een expositie in Witte de With (Centrum voor hedendaagse kunst)
- See no Evil. Hear no Evil. Speak no Evil (2001),[4] informatiecentrum Museum Volkenkunde in Leiden
- Four Boats Stranded: Red and Yellow, Black and White (2001), dak van de Vancouver Art Gallery in Vancouver
- Rohrschach Shopkeeper Signs (2003), Il Buolf Mus-chin Museum in Sankt Moritz
- A Tale of Two Children: A Work for Strathcona (2005), Malkin Street/Thornton Street in Vancouver
- Pi - media-installatie (2006), voetgangerstunnel Karlsplatz in Wenen
- Mirror Maze with 12 Signs of Depression (2007), ter gelegenheid van documenta 12 in Kassel
- House of Realization (2007), ter gelegenheid van de Istanboel Biënnale
- Monument for East Vancouver (2010), Vancouver
- 1 januari 1960 (2011),[5] complex Nieuw Welgelegen Kanaleneiland in Utrecht

## Fotogalerij

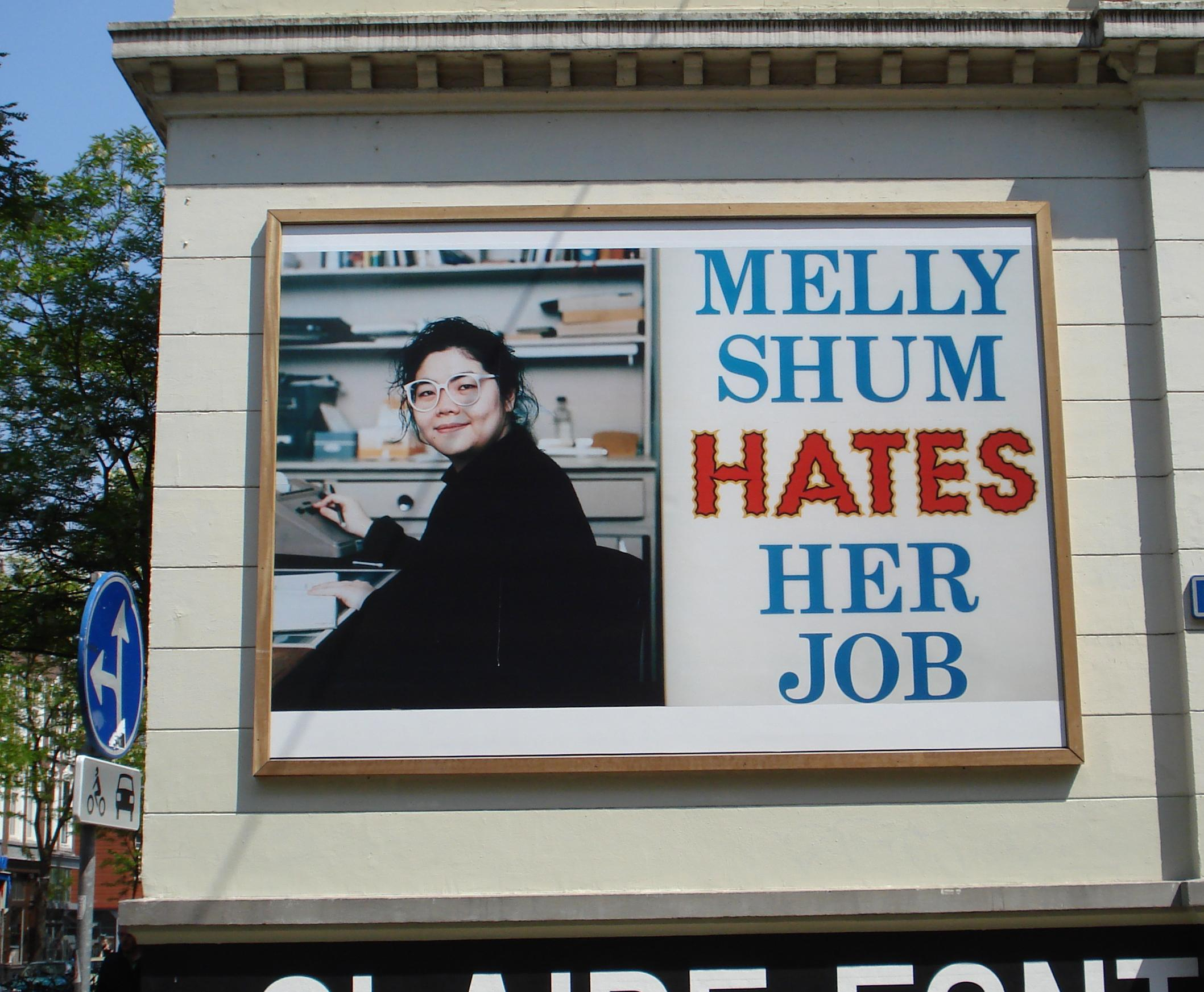
Melly Shum Hates Her Job, Rotterdam
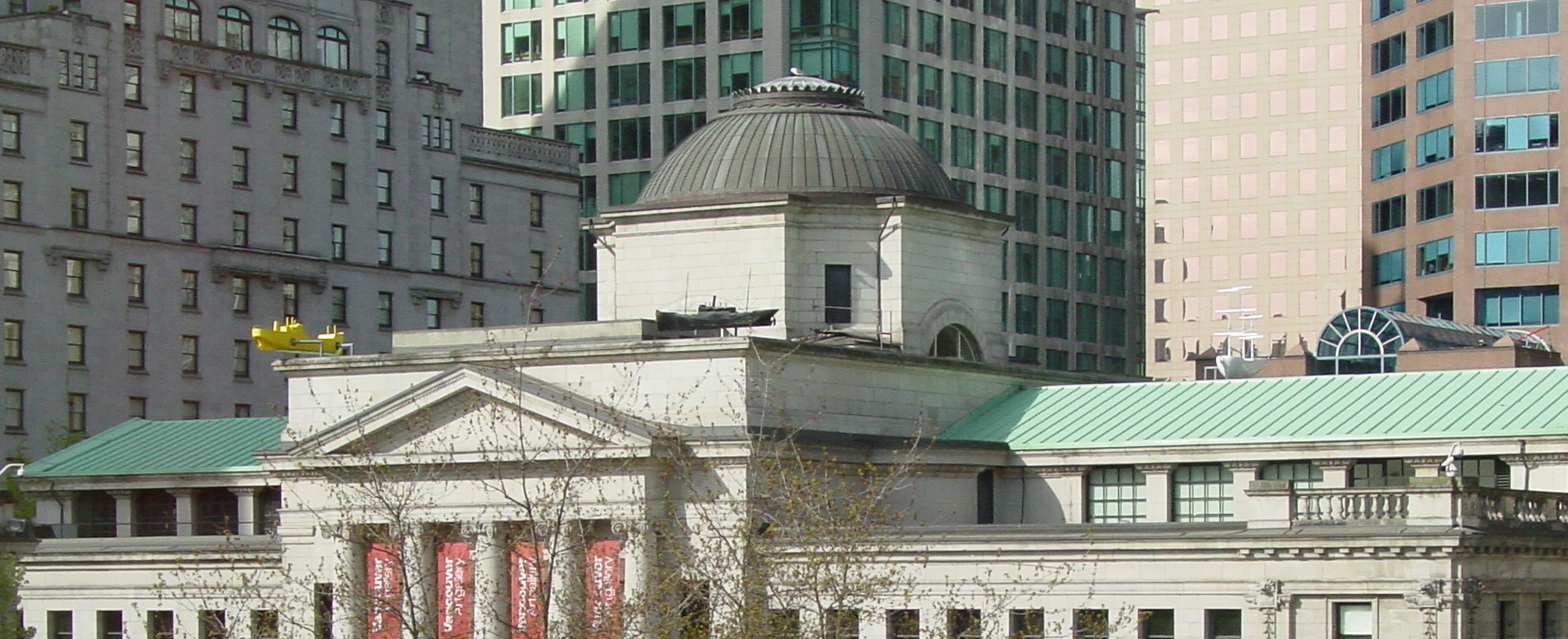
Four Boats Stranded (detail), Vancouver
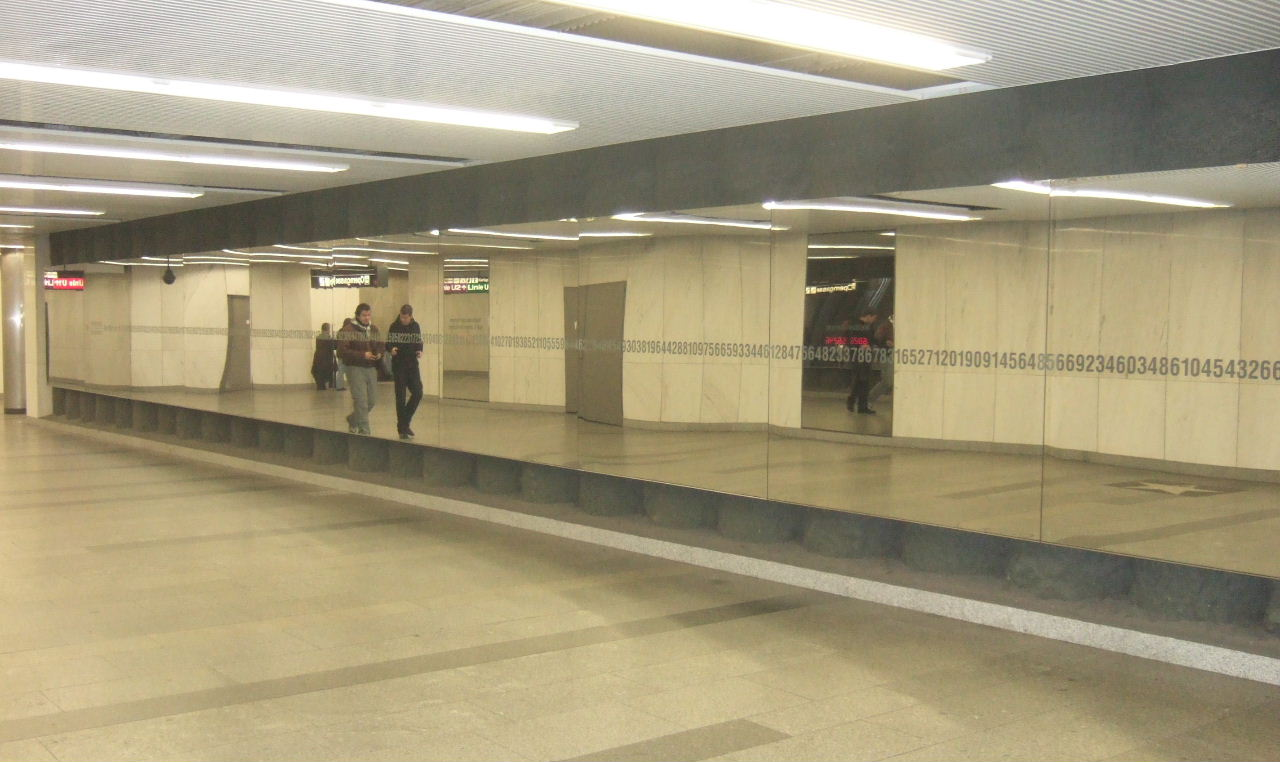
Pi, Wenen
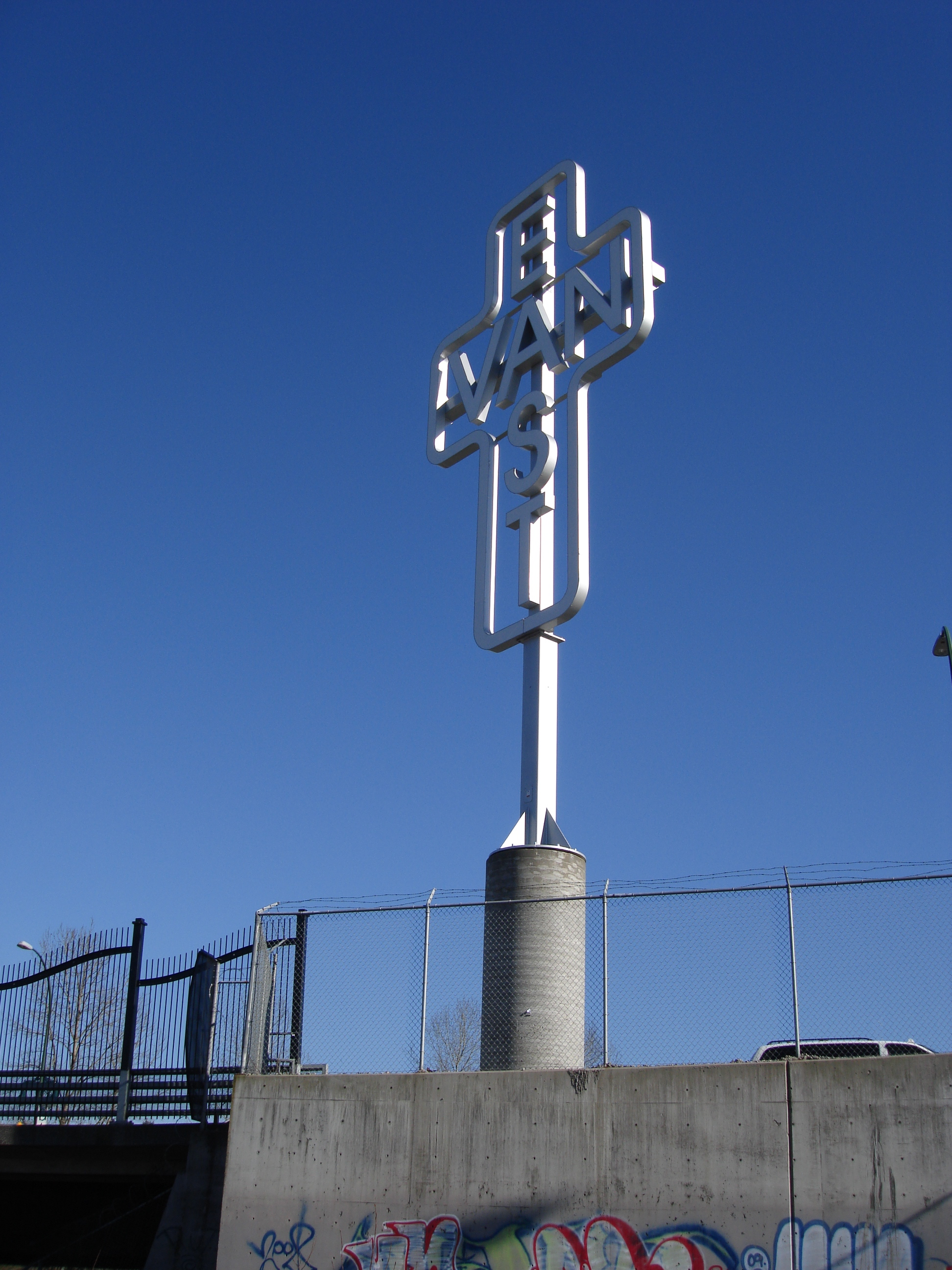
Monument for East Vancouver, Vancouver